# 坦佩雷体育场
坦佩雷体育场（芬蘭語：Tampereen stadion），又名拉蒂纳体育场（芬蘭語：Ratinan stadion），是位于芬兰坦佩雷市的一个多功能体育场。建于1965年，座位容量为16,800个，开音乐会时可容纳32,000人。2018年在该体育场举办了世界U20田径锦标赛。